# ای‌جی‌ام-۶۲ وال‌آی

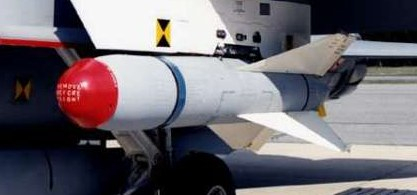
ای‌جی‌ام-۶۲ وال‌آی

ای‌جی‌ام-۶۲ وال‌آی (به انگلیسی: AGM-62 Walleye) یک بمب سرشی هدایت تلویزیونی است که به وسیلهٔ شرکت مارتین مریتا ساخته شده و در دههٔ ۱۹۶۰ میلادی به وسیلهٔ نیروهای مسلح ایالات متحده به کار می‌رفت. وزن این بمب ۱۱۳ کیلوگرم بود و دارای کلاهک جنگی با نیروی انفجار بالا بوده است. برخی از این بمب‌ها دارای کلاهک هسته‌ای دبلیو۵۴ بوده‌اند. این بمب گاهی به غلط موشک هوابه‌زمین شناخته می‌شود. در صورتی که این سلاح یک بمب بدون موتور با ابزار اویونیک هدایت شونده است و از این رو شبیه بمب مدرن جی بی یو-۱۵ می‌باشد. این بمب بعدها جای خود را به موشک ای‌جی‌ام-۶۵ ماوریک داد.